# 3822-es busz
A 3822-es jelzésű autóbuszvonal egy Hidasnémeti és Hernádszurdok között húzódó helyközi vonal, amelyet a Volánbusz Zrt. üzemeltet tanítási- és június 22-től július 1-ig munkanapokon.

## Útvonala
Hidasnémeti vasútállomásától indul. Érinti a falu iskoláját, majd a 3-as főútra kanyarodik ki, Miskolc felé kezd el hajtani. 3 kilométer alatt el is éri Hernádszurdok községet, autóbusz fordulójánál végállomásozik.
Ellentétes irányban útvonala változatlan.

## Közlekedése
Indításszáma rendkívül alacsony, mégis nagyon fontos szerepet tölt be a 200 lelkes településen: egyetlen autóbuszvonal, amely érinti azt. Vasúton sokkal gyakrabban kiszolgáltatott. Hidasnémetiben vasúti kapcsolat is biztosított Miskolc felé és felől.
| Viszonylat                                   | Indításszám | Közlekedési rend                     |
| -------------------------------------------- | ----------- | ------------------------------------ |
| Hidasnémeti, vá. – Hernádszurdok, aut. ford. | 1 pár       | tanítási napokon                     |
| Hidasnémeti, vá. – Hernádszurdok, aut. ford. | 2 pár       | jún 22. – júl. 1 között munkanapokon |

## Megállóhelyei
| 0 | Hidasnémeti, vasútállomás végállomás       | 0.0 km | 3723, 3823, 3824, 3825, 3826, 3929 Hernád nemzetközi InterCity, személyvonat, vonatpótló – Hidasnémeti [90/98.] |
| 1 | Hidasnémeti, iskola                        | 0.6 km | 3823 |
| 2 | Hidasnémeti, takarékszövetkezet            | 1.2 km | 3723, 3824, 3825, 3929                                                                                          |
| 3 | Hidasnémeti, óvoda                         | 1.6 km | – |
| 4 | Hernádszurdok, emlékmű                     | 3.8 km | – |
| 5 | Hernádszurdok, autóbusz-forduló végállomás | 4.5 km | – |